# Suzanne Wurtz
Suzanne Wurtz (París, 26 de desembre de 1900 – Ais de Provença, Boques del Roine, 27 de juliol de 1982) va ser una nedadora francesa que va competir a començaments del segle xx.
El 1920 va prendre part en els Jocs Olímpics d'Anvers, on va disputar els 100 i 300 metres lliures del programa de natació. Quedà eliminada en semifinals en ambdues proves.